# Hamdi Hammami
Hamdi Hammami (arabe : حمدي الهمامي), né le 27 avril 1990, est un handballeur tunisien jouant au poste de pivot.

## Palmarès

### Clubs
- Vainqueur de la coupe de Tunisie masculine de handball : 2014
- Médaille d'or à la supercoupe d'Afrique 2013 (Tunisie)

### Équipe nationale
- Médaillé de bronze au championnat du monde junior 2011 (Grèce)